# Dissiétéon
Dissiétéon est un village du département et la commune urbaine de Batié, situé dans la province du Noumbiel et la région du Sud-Ouest au Burkina Faso.

## Santé et éducation
Le centre de soins le plus proche de Dissiétéon est le centre médical avec antenne chirurgicale (CMA) de la province à Batié.